# Pteropelyx
Pteropelyx là một chi khủng long, được Cope mô tả khoa học năm 1889.